# (14073) 1996 KO1
(14073) 1996 KO1 là một tiểu hành tinh vành đai chính. Nó được phát hiện bởi Chương trình tiểu hành tinh Bắc Kinh Schmidt CCD ở trạm Xinglong ở tỉnh Hồ Bắc, Trung Quốc ngày 17 tháng 5 năm 1996.